# Hoheneich
Hoheneich ist eine Marktgemeinde mit 1388 Einwohnern (Stand 1. Jänner 2024) im Bezirk Gmünd in Niederösterreich.

## Geografie
Hoheneich liegt im Waldviertel in Niederösterreich zwischen Gmünd und Schrems am Braunaubach. Die Fläche der Marktgemeinde umfasst 15,57 km². 57,19 Prozent der Fläche sind bewaldet.

### Gemeindegliederung
Das Gemeindegebiet umfasst folgende zwei Ortschaften (in Klammern Einwohnerzahl Stand 1. Jänner 2024):
- Hoheneich (1022) samt Kolonie Backhausen
- Nondorf (366)

Die Gemeinde besteht aus den Katastralgemeinden Hoheneich und Nondorf.
Hoheneich ist eine Mitgliedsgemeinde der Kleinregion Waldviertler StadtLand.

### Nachbargemeinden
|       |                                             |                    |
| Gmünd | Kompassrose, die auf Nachbargemeinden zeigt | Schrems            |
|       | Waldenstein                                 | Kirchberg am Walde |

## Geschichte
Der Name Hoheneich deutet entweder auf eine „Hohe Eiche“ oder auf einen hochgelegenen Eichenbestand hin. Dass hier einmal zahlreiche Eichen standen, beweist der Name des kleinen Tales „Eichelgraben“, und dass um 1659 der Kirchenwald ein schöner Eichenwald war. Noch 1807 standen dort mächtige jahrhundertealte Eichen.
Hoheneich bildete seit jeher einen Bestandteil der Herrschaft Kirchberg am Walde, welche bereits im 12. Jahrhundert bestand und ein Lehen der Herren von Kuenring war. Am 28. Jänner 1345 wird erstmals ein Niklas von Hoheneich genannt, der einen Hof zu Kirchberg mit Albert von Kirchberg ausgewechselt hatte (Hippolytus 1858, S. 84). Niklas gehörte also dem Geschlecht der Herren von Kirchberg an und nannte sich nach seinem Besitze in Hoheneich. Sein Schloss lag an der Braunau, dort wo sich später der Maierhof und die Hofmühle der Herrschaft Kirchberg befand.
Nach dem Erlöschen des Hoheneichers Geschlechtes ging der Besitz an die Freiherren von Kirchberg über, welches bis nach 1483 bestand. In diesem Jahr scheint Otto von Kirchberg auf. Im Jahre 1476 gehörte die Pfarre Hoheneich zum Dekanate Zwettl. Als sich 1483 die Truppen des Ungarkönigs Mathias Corvinus festsetzten und auch nach dem Vergleich von 1491 verblieben, wurde wahrscheinlich auch Hoheneich in Mitleidenschaft gezogen.
1595 erwähnt das Urbarbuch Gmünd, dass die dortige Herrschaft das Fischrecht auf dem Elechsniz Pächel (Elexenbach) besaß und zwar von der steinernen Brücke bei der Steinmühle (Backhausen) an und von der steinernen Brücke bei Nandorff (Nondorf) Beet Gestetten (Patznik, Gesch. v. Gmünd S. 44). Laut Urbar der Herrschaft Schrems verliefen die Grenzen dieser Herrschaft gegen Hoheneich vom Pürbachgraben in die Schwarzau, derselben nach bis in das Stainwasser (Braunau) und von dort bis zur Brücke am Grünstein (Grillenstein).
1619 wurde die Gegend von Feinden schwer heimgesucht. Die im Dienst des Kaisers stehenden Ungarn und Polen haben dem Herrn von Kollonitsch den Markt Kirchberg, das Dorf Ullrich (Ullrichs), Vierbach (Pürbach), Nandorff (Nondorf) und sicher auch Hoheneich geplündert und abgebrannt. Später wurde das Schloss von den Böhmen geplündert und in Brand gesteckt.
Danach wurde Hoheneich 1795 von den Hessen und 1866 von den Preußen belagert und unterdrückt.
1869 bekam Hoheneich eine eigene Post und 1903 eine neue Schule. Die beiden Kriege haben auch hier viele Opfer gefordert. Und danach begann man die Straßen und Häuser wieder herzurichten und eine weitreichende Kanalisation zu machen. Laut Adressbuch von Österreich waren im Jahr 1938 in der Marktgemeinde Hoheneich drei Bäcker, vier Fleischer, fünf Gastwirte, drei Gemischtwarenhändler, ein Gerber, eine Hebamme, ein Müller, ein Sägewerk, ein Schlosser, ein Schmied, zwei Schneiderinnen und vier Schuster ansässig. Weiters gab es zwei Webereien, die Teppichfabrik Johann Backhausen & Söhne und eine Samtwarenfabrik.
Im Zuge der NÖ. Kommunalstrukturverbesserung wurden zum Jahresbeginn 1971 die Gemeinde Nondorf eingegliedert.

### Einwohnerentwicklung
Die Gemeinde Hoheneich hat eine von den anderen Gemeinden im Bezirk abweichende Einwohnerentwicklung: Nach einer starken Abnahme der Bevölkerungszahl zu Beginn des 20. Jahrhunderts nahm die Zahl von 1951 bis 1981 stark zu.
| Bevölkerungsentwicklung absolut: | Bevölkerungsentwicklung relativ Index 1869=100: Hier fehlt eine Grafik, die leider im Moment aus technischen Gründen nicht angezeigt werden kann. Wir arbeiten daran! |

## Kultur und Sehenswürdigkeiten
- Siehe auch: Liste der denkmalgeschützten Objekte in Hoheneich

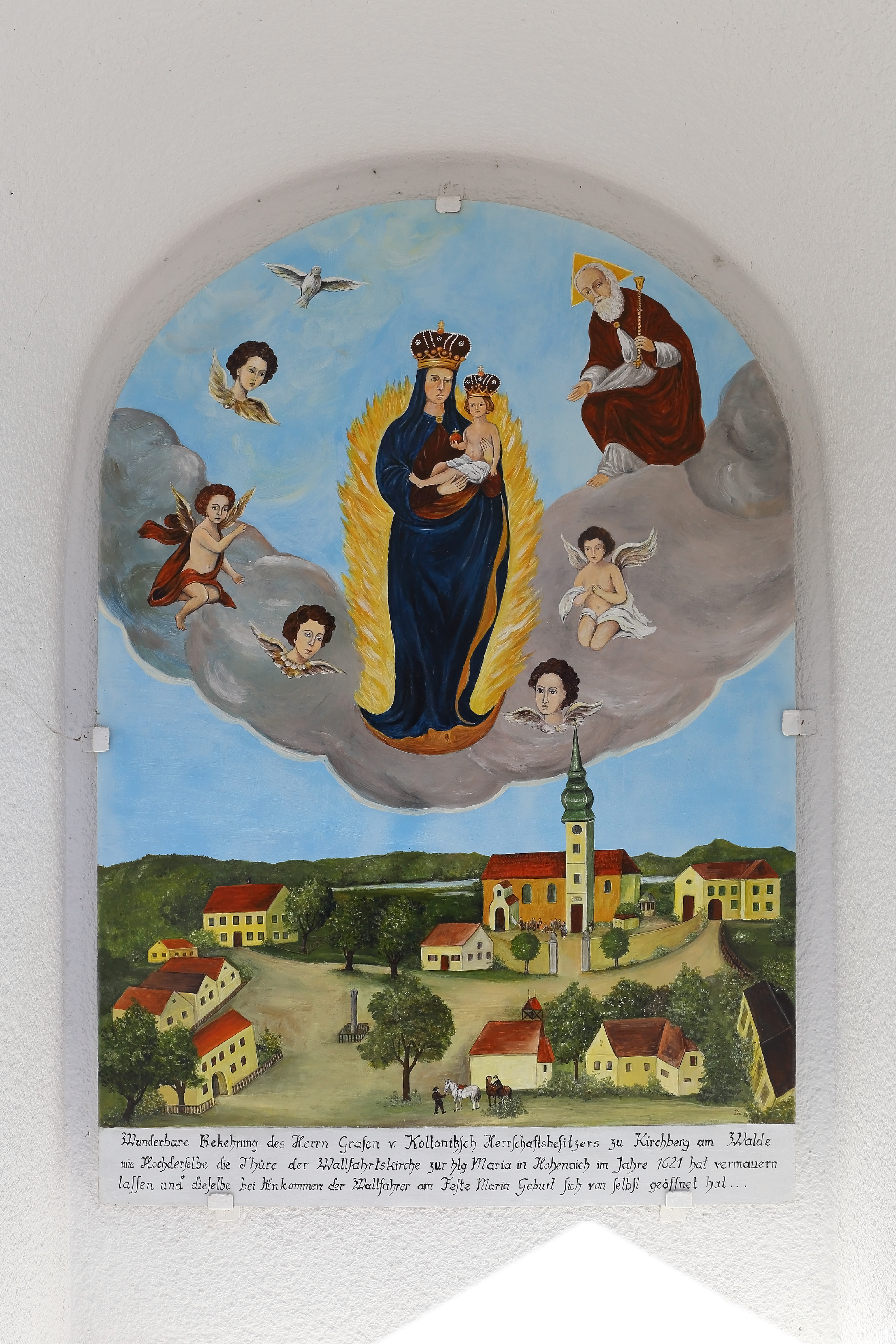
Marterl beim Vereinssaal, das die Bekehrung von Kollonitsch 1621 darstellt

- Katholische Pfarrkirche Hoheneich Unbefleckte Empfängnis
- Im Jahre 1621 geschah das „Wunder von Hoheneich“

Das Wunder wird wörtlich so beschrieben:

„Die Kirche mit der hölzernen Statue der gekrönten Gottesmutter mit dem Kinde auf dem linken Arm erfreute sich bald nicht nur der kindlichen Verehrung der eigenen Pfarrkinder, sondern auch des zahlreichen Besuches der benachbarten Gläubigen. Dabei geschahen oft sehr auffallende und wunderbare Erhörungen. Der Ruf davon verbreitete sich sehr schnell und so kam es, dass Besucher von überall herströmten, auch aus dem benachbarten Böhmen. Je größer das Vertrauen, desto zahlreicher waren die Wunder und die Erhörungen. Besonders viele Pilger kamen am Patronziniumsfest der Kirche: Maria Geburt (8. September)
Jedoch griff der Protestantismus auch in Hoheneich ein, und so wurden die Pilger immer weniger. Was Gott missfiel.
Davon hat Gott in besagter Kirche vor 37 Jahren, das ist im Jahre 1621 am Feste Maria Geburt den deutlichen Beweis geliefert. Da nämlich am besagten Tag Leute aus Böhmen (wahrscheinlich aus Naglitz, Weissenbach und Umgebung) wallfahrtsweise sehr zahlreich kamen und da dem Prädikanten (prot. Pfarrer), welcher Timotheus Weber (Textor) hieß, und seinen Dienern das Öffnen und Schließen der Kirchentüre als zu mühsam verdroß, hinterbrachten sie dem erlauchten Herrn, Ernst von Kollonitsch, Patron des besagten Ortes, die Bitte, er möge sie von dieser Lästigkeit befreien und ihnen die gewünschte Ruhe verschaffen. Obengenannter Herr geruhte ihre Bitte anzunehmen und erkundigte sich bei ihnen un die Art der Durchführung. Darauf antwortete der Prädikant: Man lasse die Leute das Kirchentor inwendig aufs festeste verriegeln, verschließen und vermauern und dann durch ein Fenster mittels Leitern aussteigen. So wird geschehen, dass wenn sie (Wallfahrer) am Einzug derart gehindert – und wir wollen hinter dem Bestreuche lauern und beobachten- gegen das Tor Gewalt gebrauchen, sie dem gnädigen Herrn in die Strafe verfallen oder wenigstens, wenn sie sich hinausgesperrt sehen, in ihrer Hoffnung getäuscht abziehen. Beim Fortgehen wollen wir sie tüchtig verspotten und auszischen auf dass sie hinfort nicht wieder kommen und uns nicht weitere Mühe machen.
Nachdem dies gemacht worden war, zogen sie sich hinter das Gesträuch neben der St. Anna Kapelle in der Nähe der Kirche zurück, sorgfältig beobachtend und den Ausgang der Sache neugierig erwartend. Als sie nun eine Zeitlang im Verstecke gewesen waren, siehe, da erschienen die Pfarrgenossen aus Naglitz, einem Dorfe Böhmens, in Prozession fromme Lieder singend und nach dem Brauche in die Kirche ziehend. Wie sie nun zur verbollwerkten Kirchentür gelangten, zogen sie, jenes ganzen Vorganges unkundig, durch die geöffnete Tür ein ohne allen Widerstand. Verzug und Hindernis, während die Laurer aus ihren Verstecke ihnen zusahen. Durch diesen Anblick erschreckt und durch die Neuheit des Wunders verblüfft bestieg der gnädige Herr Statthalter bald das Pferd und sprach zum Plädikanten: ‚Das ist ein Wunder Herr Timotheus!‘
Dieser entgegnete: ‚Euer Gnaden sollen sich durch dieses Wunder nicht erschrecken lassen; auch der Teufel kann Wunder bewirken.‘ Jener aber (Kollonitsch) merkte, gleichsam durch einen Blitz vom Himmel wie Saulus getroffen, aus diesem Ereignis, dass er blind sei und bisher gewesen sei und begab sich bald darauf in die Stadt Wien, um seinen Annanias zu suchen. Dort bemühte er sich eifrig von den gelehrten Männern, mit denen er sich in Verbindung setzte, zu erfahren, was er nun zu tun habe. Nach etwa 14 Tagen kehrte er nach Kirchberg zurück und nach einem Aufenthalte von wenigen Tagen schickte er sich wieder zur Reise an – dem Anschein nach zur Rückkehr nach Wien.-

In der Tat aber zog er ins Kloster Zwettl zum hochwürdigsten Abte (damals Seifried), um sich genau und vollständig unter dessen Leitung in der kath. Religion unterweisen zu lassen. Nachdem er drei Wochen in dieser Angelegenheit zugebracht hette, kehrte er nach abgelegter sakramentaler Beichte und  gestärkt durch das hl. Abendmahl nach Hause zu seinen Untertanen zurück und widerrief öffentlich. Er bekannte sor allen seinen Irrtum.

Diese Geschichte macht glaubwürdig, so heißt es weiter, der oft genannte gnädige Herr Statthalter, damals noch Freiherr von Kollonitsch, der dieselbe fast jedem Vertrauten erzählte und sie für die Ursache seiner Bekehrung angab. Ferner Christoph Nöltl, zu jener Zeit Verwalter dieser Herrschaft und Johann Kleibeisen, der damalige Jäger, die bei diesem Ereignis zugegen waren und mehrere andere, die schon gestorben sind (Zwettler Annalen).

Nach seiner Bekehrung schickte v. Kollonitsch 1623 den Prädikanten fort. Er selbst hielt in Kirchberg eine Rede an seine Untertanen, die so ergreifend was, dass sie meisten sich wieder bekehrten.“

## Wirtschaft und Infrastruktur
Nichtlandwirtschaftliche Arbeitsstätten gab es im Jahr 2001 58, land- und forstwirtschaftliche Betriebe nach der Erhebung 1999 36. Die Zahl der Erwerbstätigen am Wohnort betrug nach der Volkszählung 2001 694. Die Erwerbsquote lag 2001 bei 46,06 Prozent.

### Öffentliche Einrichtungen
In Hoheneich befindet sich ein Kindergarten und eine Volksschule.

## Politik

### Gemeinderat
Der Gemeinderat hat 19 Mitglieder.
- Nach den Gemeinderatswahlen in Niederösterreich 1990 hatte der Gemeinderat folgende Verteilung: 11 ÖVP und 8 SPÖ.
- Nach den Gemeinderatswahlen in Niederösterreich 1995 hatte der Gemeinderat folgende Verteilung: 11 ÖVP und 8 SPÖ.[8]
- Nach den Gemeinderatswahlen in Niederösterreich 2000 hatte der Gemeinderat folgende Verteilung: 11 ÖVP und 8 SPÖ.[9]
- Nach den Gemeinderatswahlen in Niederösterreich 2005 hatte der Gemeinderat folgende Verteilung: 12 ÖVP und 7 SPÖ.[10]
- Nach den Gemeinderatswahlen in Niederösterreich 2010 hatte der Gemeinderat folgende Verteilung: 13 ÖVP und 6 SPÖ.[11]
- Nach den Gemeinderatswahlen in Niederösterreich 2015 hatte der Gemeinderat folgende Verteilung: 14 ÖVP und 5 SPÖ.[12]
- Nach den Gemeinderatswahlen in Niederösterreich 2020 hatte der Gemeinderat folgende Verteilung:  13 ÖVP, 5 SPÖ und 1 GRÜNE.[13]
- Nach den Gemeinderatswahlen in Niederösterreich 2025 hat der Gemeinderat folgende Verteilung:  13 ÖVP und 6 SPÖ.[14]

### Bürgermeister
- bis 2005 Friedrich Ledermüller (ÖVP)
- 2005–2016 Roland Wallner (ÖVP)
- 2016–2023 Christian Grümeyer (ÖVP)
- seit 2023 Manfred Zeilinger (ÖVP)[15]

### Wappen
Der Gemeinde wurde 1960 ein Wappen verliehen.

## Persönlichkeiten

### Söhne und Töchter der Gemeinde
- Raimund Weissensteiner (1905–1997), Priester und Komponist
- Ernst Schandl (1920–1997), Komponist, Musikpädagoge, Chorleiter und Sänger
- Margot Schindler (* 1952), Volkskundlerin

### Mit der Gemeinde verbundene Persönlichkeiten
- Karin Berger (* 1953), Dokumentarfilmerin, Wissenschaftlerin und Autorin
- Michael Koller (* 1972), Schriftsteller